# Gare de Courçay - Tauxigny
Gare de Courçay - Tauxigny vasútállomás Franciaországban, Courçay településen.

## Vasútvonalak
Az állomást az alábbi vasútvonalak érintik:
- Joué-lès-Tours-Châteauroux-vasútvonal

## Kapcsolódó állomások
A vasútállomáshoz az alábbi állomások vannak a legközelebb:
- Gare de Cormery (Gare de Tours)
- Gare de Reignac (Gare de Loches)